# Chuck Daly Lifetime Achievement Award
El Chuck Daly Lifetime Achievement Award és un reconeixement en forma de distinció anual que designa la NBA pels mèrits aconseguits per un entrenador durant la seva carrera. Literalment es reconeix un "estàndard de integritat, excel·lència competitiva i una incansable promoció" del bàsquet.
El guardó porta el nom de Chuck Daly, antic entrenador NBA, en forma d'homenatge.
Els darrers anys els guardonats han estat:
- 2012 Pat Riley[2]
- 2014-15 Dick Motta
- 2015-16 K. C. Jones i Jerry Sloan
- 2016-17 Al Attles i Hubie Brown
- 2017-18 Doug Moe
- 2018-19 Frank Layden
- 2019-20 Del Harris
- 2020-21 Larry Brown
- 2021-22 Mike Fratello[3]